# Weishanite
La weishanite è un minerale descritto nel 1984 ed approvato dall'IMA in base ad una scoperta avvenuta nella località di Weishan (distretto minerario di Poshan), contea di Tongbai, nella provincia dello Hunan in Cina. Il nome deriva dalla località di origine.

## Morfologia
La weishanite si trova in microscopici cristalli di dimensione fino a 30μm visibili solamente al microscopio, in aggregati composti da numerosi cristalli.

## Origine e giacitura
La weishanite è presente nella zona silicificata delle parti ricche di d'argento nei depositi di oro e argento nella biotite granulite associata a pirite, galena, sfalerite, pirrotite, scheelite, acantite, argento ed oro nativi.